# Lycium villosum
Lycium villosum är en potatisväxtart som beskrevs av Schinz. Lycium villosum ingår i släktet bocktörnen, och familjen potatisväxter. Inga underarter finns listade i Catalogue of Life.